# Hi-Fi Message
《Hi-Fi Message》（日語：ハイファイ メッセージ）是日本樂隊Every Little Thing公開的第30首單品作品。

## 關於
- TBS節目《王様のブランチ》2006年6月至7月的片尾曲。
- 收錄第7張専輯《Crispy Park》。

## 收錄曲
1. Hi-Fi Message
  - 作詞：持田香織、作曲：HIKARI、編曲：HIKARI&Every Little Thing
2. Baby Love
  - 作詞・作曲：Lamont Dozier/Brian Holland/Eddie Holland
  - 翻唱美國歌手組合Supremes於1964年公開的歌曲。
3. Hi-Fi Message(Instrumental)